# Казеи, Недда
Недда Казеи (англ. Nedda Casei; 9 сентября 1932, Балтимор — 20 января 2020, Нью-Йорк) — американская оперная певица (меццо-сопрано).

## Биография
Училась вокалу у Уильяма П. Хермана, Витторио Пиччинини и Лоретты Корелли, а также в Моцартеуме в Зальцбурге . Дебютировала на оперной сцене в 1960 году в Театре де ла Монне в Брюсселе. В том же году  впервые пела на сцене Ла Скала в Милане.
Продолжала выступать в ряде крупных оперных театров, включая Театр Сан-Карло, Пражскую оперу, Оперу Лос-Анджелеса, Чикагскую лирическую оперу, Зальцбургский фестиваль, Гран-театр дель Лсеу в Барселоне, Метрополитен-опера и многие другие.
Н. Казеи проработала 21 год в Метрополитен-опера, дебютировав в 1964 году и выступая с труппой до 1984 года в более чем 280 выступлениях. За время работы в труппе она появилась в таких операх, как «Риголетто», «Мадам Баттерфляй», «Травиата», «Саломея», «Андреа Шенье», «Волшебная флейта», «Адриана Лекуврёр», «Кармен», и «Сила судьбы» среди прочих.
Часто выступала в Европе, была особенно известна своими интерпретациями произведений Моцарта .
Была президентом Американской гильдии музыкальных исполнителей, затем на несколько лет стала активным преподавателем вокала. Также была приглашенным редактором The Opera Quarterly, судьей на многих крупных оперных конкурсах.

## Награды
За свою карьеру Недда Казеи получила множество наград, в том числе:
- Грант штата Нью-Йорк на исследования (1979, 1980, 1981),
- Премия выдающимся молодым певцам (1959),
- Премия Фонда Марты Бэрд Рокфеллер (1962–1964),
- Общественные лидеры и выдающиеся американцы (1975–1976)
- Премия «Женщина за достижения» (1969).